# Ashley Cummins
Ashley Cummins (Condado de San Luis, Misuri; 3 de agosto de 1987) es una artista marcial mixta estadounidense que compite en la división de peso átomo.

## Vida personal
Comenzó a practicar artes marciales de niña con el kárate. Continuó practicándolas hasta los 18 años. Más tarde se inició en el jiu-jitsu brasileño, el muay thai y el boxeo. Fuera de las MMA, ha trabajado como agente de policía y rescatadora de animales para el Departamento de Policía Metropolitana de San Luis.

## Carrera de artes marciales mixtas

### Comienzos
Cummins iba a debutar como profesional contra Chelsea Colarelli en XFN 5, por el título de peso paja de la XFL de Colarelli. Su debut se produjo después de una exitosa carrera amateur, durante la cual logró una racha perfecta de 8-0. Cummins ganó el combate por estrangulamiento en el quinto asalto, tras una lucha de idas y venidas.
Cummins estaba programada para luchar contra Stephanie Frausto en NAAFS: Caged Fury 16. Ganó la pelea por unanimidad. Ganó el combate por decisión unánime.

### Invicta FC
Carrera en el peso paja del Invicta FC
Cummins tenía previsto debutar con Invicta FC en su primer evento, contra Sofia Bagherdai. Ganó el combate por decisión unánime.
En su segundo combate con la organización, Cummins tenía previsto enfrentarse a la escocesa Joanne Wood en Invicta FC 3: Penne vs. Sugiyama. Cummins perdió el combate por nocaut en la primera ronda. Cummins perdió la visión en uno de sus ojos durante el combate, como resultado de un puñetazo, que no recuperó tras el final de la pelea. La lesión requirió cirugía y recuperó la visión dos meses después.
Tras la operación, Cummins volvió a luchar contra Emily Kagan en Invicta FC 6: Cyborg vs. Coenen 2. Cummins perdió el combate por decisión dividida, aunque la mayoría de los medios de comunicación le concedieron la victoria.
Cummins estaba programado para luchar contra la mexicana Alexa Grasso en Invicta FC 8: Waterson vs. Tamada. Grasso ganó por decisión unánime, extendiendo la racha perdedora de Cummins a tres peleas.
Dejó brevemente Invicta para luchar contra Nicole Smith en Bellator 157: Dynamite 2. Cummins ganó el combate por sumisión.
Carrera en el peso átomo de Invicta FC
En su siguiente combate, Cummins bajó al peso átomo para luchar contra Amber Brown en Invicta FC 22: Evinger vs. Kunitskaya II. Cummins ganó el combate por decisión unánime. Esta victoria le valió a Cummins el premio a la mejor actuación de la noche.
Tras su exitoso debut en el peso átomo, Cummins tenía previsto enfrentarse a Jinh Yu Frey, una vez aspirante al título de peso átomo de Invicta, en Invicta FC 24: Dudieva vs. Borella. Frey ganó el combate por decisión unánime, imponiéndose en los tres asaltos de un combate que consistió principalmente en intercambios de agarres.
Cummins estaba programada para luchar contra Stephanie Alba en Invicta FC 27: Kaufman vs. Kianzad. Ganó la pelea por decisión unánime.
Cummins luchó contra la brasileña Jéssica Delboni en Invicta FC 32: Spencer vs. Sorenson en un posible combate de retadora número uno. Ganó el combate por decisión unánime.
Sus dos últimas victorias le valieron a Cummins la oportunidad de disputar la revancha contra la campeona del peso átomo de Invicta, Jinh Yu Frey, en Invicta FC 39: Frey vs. Cummins II. Frey llegó al combate 0,8 libras por encima del límite del título de 105 libras, por lo que se le retiró el cinturón de campeona y sólo Cummins pudo ganar el título. Frey ganó el combate por decisión unánime.
Debido a la falta de peso de Frey, el título de peso átomo de Invicta FC quedó vacante. La revancha fue imposible, ya que Frey firmó mientras tanto con la UFC. Como resultado de todo esto, Cummmins tenía previsto luchar contra Alesha Zappitella por el título vacante en Invicta FC 42: Cummins vs. Zappitella
 Cummins fue la más dominante durante los dos primeros asaltos, ganando la mayoría de los intercambios de golpes y deteniendo los derribos de Zappitella. En el primer minuto del tercer asalto, Zappitella logró un derribo y contrarrestó el intento de guillotina de Cummins con una llave Von Flue, la primera llave Von Flue de la historia de Invicta FC.

### Bellator MMA
Cummins se enfrentó a la canadiense Randi Field el 31 de marzo de 2023 en Bellator 293, perdiendo el combate por decisión unánime.

## Récord en artes marciales mixtas
| Resultado | Récord | Oponente          | Método                       | Evento                                   | Fecha                    | Ronda | Tiempo | Localización |
| --------- | ------ | ----------------- | ---------------------------- | ---------------------------------------- | ------------------------ | ----- | ------ | ------------ |
| Derrota   | 7–7    | Randi Field       | Decisión (unánime)           | Bellator 293                             | 31 de marzo de 2023      | 3     | 5:00   | Temecula     |
| Derrota   | 7–6    | Alesha Zappitella | Sumisión (Von Flue choke)    | Invicta FC 42: Cummins vs. Zappitella    | 17 de septiembre de 2020 | 4     | 1:20   | Kansas       |
| Derrota   | 7–5    | Jinh Yu Frey      | Decisión (unánime)           | Invicta FC 39: Frey vs. Cummins II       | 7 de febrero de 2020     | 5     | 5:00   | Kansas       |
| Victoria  | 7–4    | Jéssica Delboni   | Decisión (unánime)           | Invicta FC 32: Spencer vs. Sorenson      | 16 de noviembre de 2018  | 3     | 5:00   | Shawnee      |
| Victoria  | 6–4    | Stephanie Alba    | Decisión (unánime)           | Invicta FC 27: Kaufman vs. Kianzad       | 13 de enero de 2018      | 3     | 5:00   | Kansas       |
| Derrota   | 5–4    | Jinh Yu Frey      | Decisión (unánime)           | Invicta FC 24: Dudieva vs. Borella       | 15 de julio de 2017      | 3     | 5:00   | Kansas       |
| Victoria  | 5–3    | Amber Brown       | Decisión (unánime)           | Invicta FC 22: Evinger vs. Kunitskaya II | 25 de marzo de 2017      | 3     | 5:00   | Kansas       |
| Victoria  | 4–3    | Nicole Smith      | Sumisión (rodilla al cuello) | Bellator 157: Dynamite 2                 | 24 de junio de 2016      | 2     | 1:33   | San Luis     |
| Derrota   | 3–3    | Alexa Grasso      | Decisión (unánime)           | Invicta FC 8: Waterson vs. Tamada        | 6 de septiembre de 2014  | 3     | 5:00   | Kansas       |
| Derrota   | 3–2    | Emily Kagan       | Decisión (split)             | Invicta FC 6: Cyborg vs. Coenen 2        | 13 de julio de 2013      | 3     | 5:00   | Kansas       |
| Derrota   | 3–1    | Joanne Wood       | KO (rodilla al cuerpo)       | Invicta FC 3: Penne vs. Sugiyama         | 6 de octubre de 2012     | 1     | 3:13   | Kansas       |
| Victoria  | 3–0    | Sofia Bagherdai   | Decisión (unánime)           | Invicta FC 1: Coenen vs. Ruyssen         | 28 de abril de 2012      | 3     | 5:00   | Kansas       |
| Victoria  | 2–0    | Stephanie Frausto | Decisión (unánime)           | NAAFS - Caged Fury 16                    | 28 de enero de 2012      | 3     | 3:00   | Morgantown   |
| Victoria  | 1–0    | Chelsea Colarelli | Sumisión (rear-naked choke)  | XFL - Xtreme Fight Night 5               | 18 de noviembre de 2011  | 5     | 1:41   | Tulsa        |